# A Christmas Gift for You from Phil Spector
A Christmas Gift for You from Phil Spector är ett samlingsalbum med julmusik utgivet 1963 och producerat av Phil Spector. Albumet finns med i Robert Dimerys bok 1001 album du måste höra innan du dör.

## Låtlista
| Nr  | Titel                             | Artist                       | Längd |
| --- | --------------------------------- | ---------------------------- | ----- |
| 1.  | White Christmas                   | Darlene Love                 | 2:52  |
| 2.  | Frosty the Snowman                | The Ronettes                 | 2:16  |
| 3.  | The Bells of St. Mary's           | Bob B. Soxx & the Blue Jeans | 2:54  |
| 4.  | Santa Claus is Coming to Town     | The Crystals                 | 3:24  |
| 5.  | Sleigh Ride                       | The Ronettes                 | 3:00  |
| 6.  | Marshmallow World                 | Darlene Love                 | 2:23  |
| 7.  | I Saw Mommy Kissing Santa Claus   | The Ronettes                 | 2:37  |
| 8.  | Rudolph the Red-Nosed Reindeer    | The Crystals                 | 2:30  |
| 9.  | Winter Wonderland                 | Darlene Love                 | 2:25  |
| 10. | Parade of the Wooden Soldiers     | The Crystals                 | 2:55  |
| 11. | Christmas (Baby Please Come Home) | Darlene Love                 | 2:45  |
| 12. | Here Comes Santa Claus            | Bob B. Soxx & the Blue Jeans | 2:03  |
| 13. | Silent Night                      | Phil Spector and Artists     | 2:08  |